# Service mobile d'urgence et de réanimation en Belgique

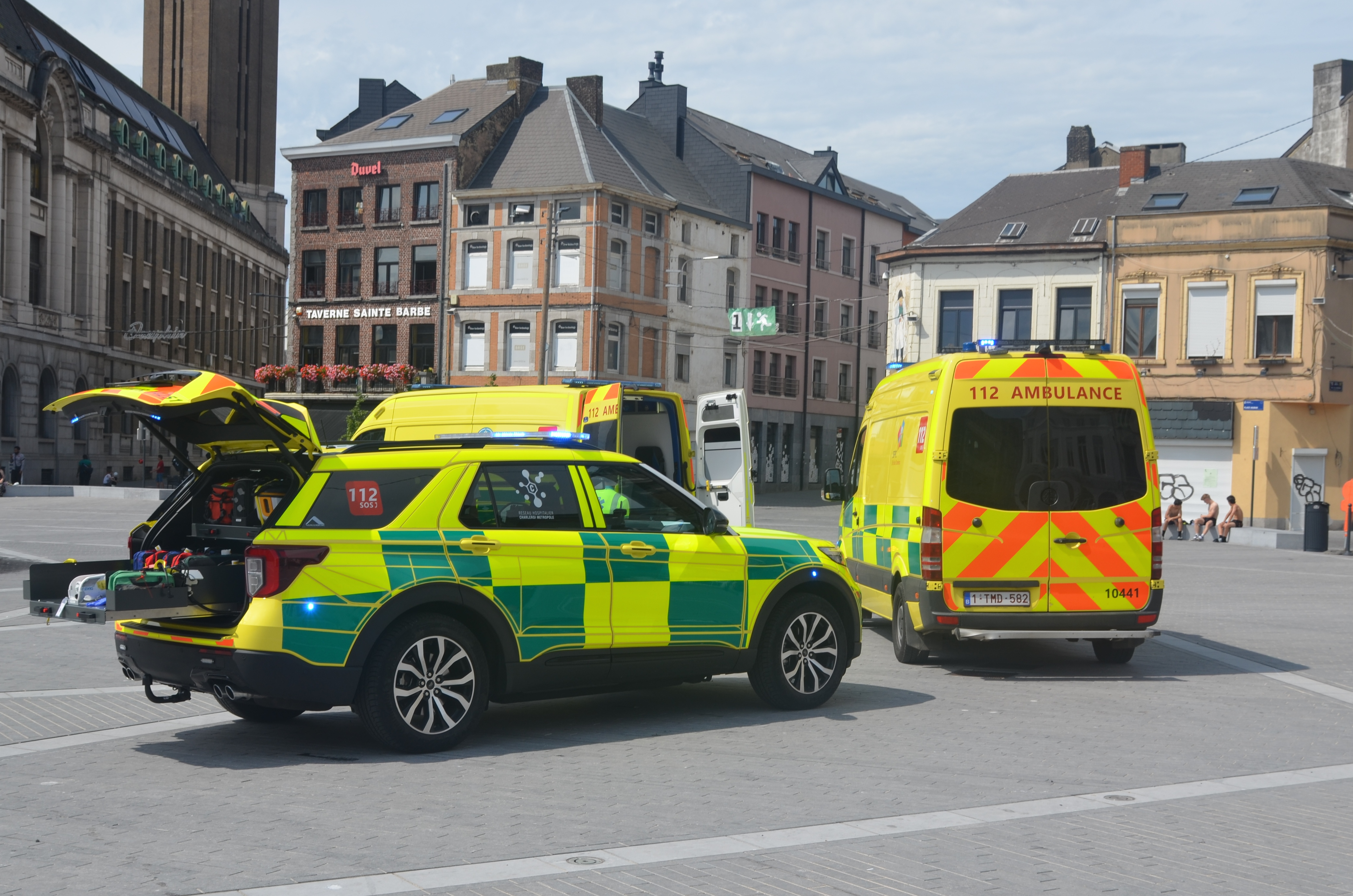
SMUR en intervention sur la place Vauban à Charleroi

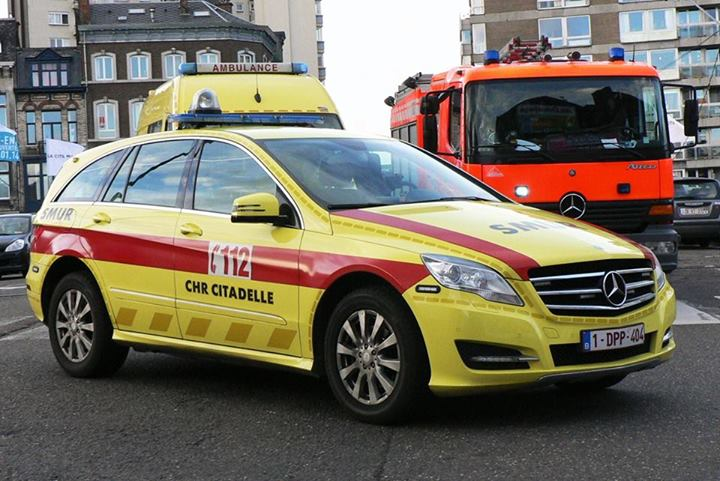
VIM du service SMUR de l'Hôpital de la Citadelle de Liège, en intervention lors d'un incendie avec les pompiers de Liège.

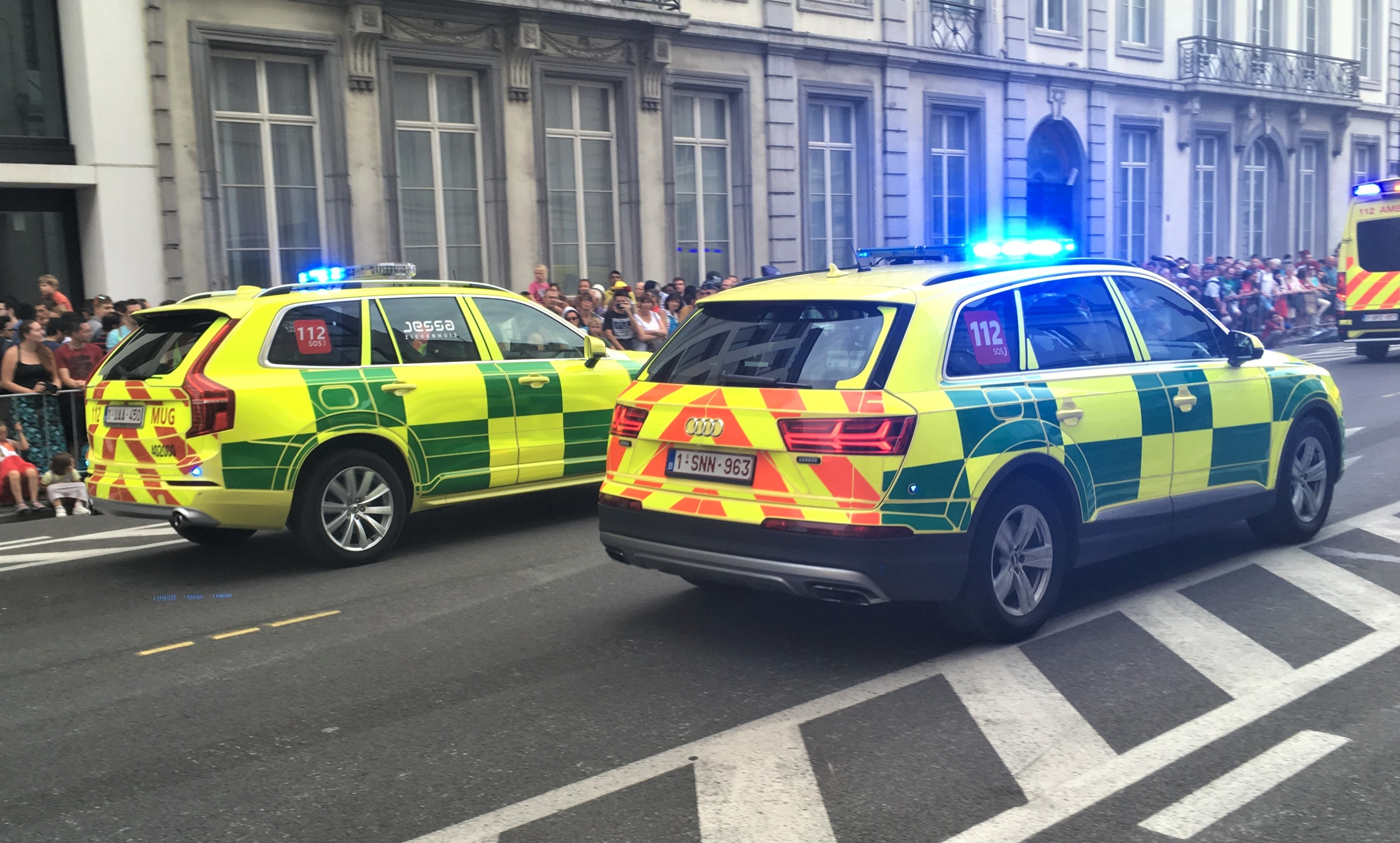
Nouveaux véhicules SMUR en représentation lors du défilé national du 21 juillet 2018.

En Belgique, le SMUR (pour Service Mobile d'Urgence et de Réanimation; MUG en néerlandais, pour Mobiele UrgentieGroep), est un service d'urgence hospitalier composée d’un médecin et d'un infirmier (avec ou sans chauffeur SMUR) qui intervient en situation pré-hospitalière sur demande du centre de secours 100/112 et qui se déplace à l'aide d'une voiture d'intervention rapide. 
En fin de mission, l'équipe SMUR retournera disponible à sa base (l'hôpital référant) et préparera son véhicule au prochain départ.  
Le « PIT », se veut l'intermédiaire entre l'ambulance urgente et le SMUR. Ce véhicule est composé d'un ou deux secouristes-ambulanciers, ainsi que d'un infirmier urgentiste qualité. Bien que le PIT ne soit pas considéré comme un véhicule SMUR, il remplit une vaste partie de leur travail afin de les alléger (gestion de la douleur, MEO..). 
Concrètement, quand un appel 112 "complexe" arrive au call taker, il aura le choix d'envoyer :
- L'ambulance seule (d'un PASI, de l'Etat-major ou d'un poste CR)
- Le PIT (d'un PASI ou d'un poste CR)
- Le SMUR (d'un hôpital)

Avant la création des PIT, si un appel nécessitait une aide médicale claire, le call taker devait mobiliser un SMUR et donc le bloquer pour d'autres possibles interventions.
Avec le PIT, le dispatcher peut maintenant "jongler" entre PIT et SMUR pour alléger et faciliter le travail et la disponibilité de chacun.

## Histoire
Le SMUR est apparu en Belgique dans les années 1970. Jusque-là, la réponse à un appel d’urgence consistait essentiellement en l’envoi d’une ambulance pour transporter le blessé ou le malade vers l'hôpital le plus proche. Ce n’est qu’au début des années 1980 que sont apparus les premiers véhicules légers d’intervention rapide transportant à leur bord une équipe médicale composée d’un médecin et d’un infirmier. Il faudra encore attendre 1995 pour que les SMUR bénéficient d’un cadre légal: définition, normes d’agrément, critères de programmation et répartition territoriale. On attend encore des précisions sur la régulation médicale de ce système.

### Les véhicules SMUR

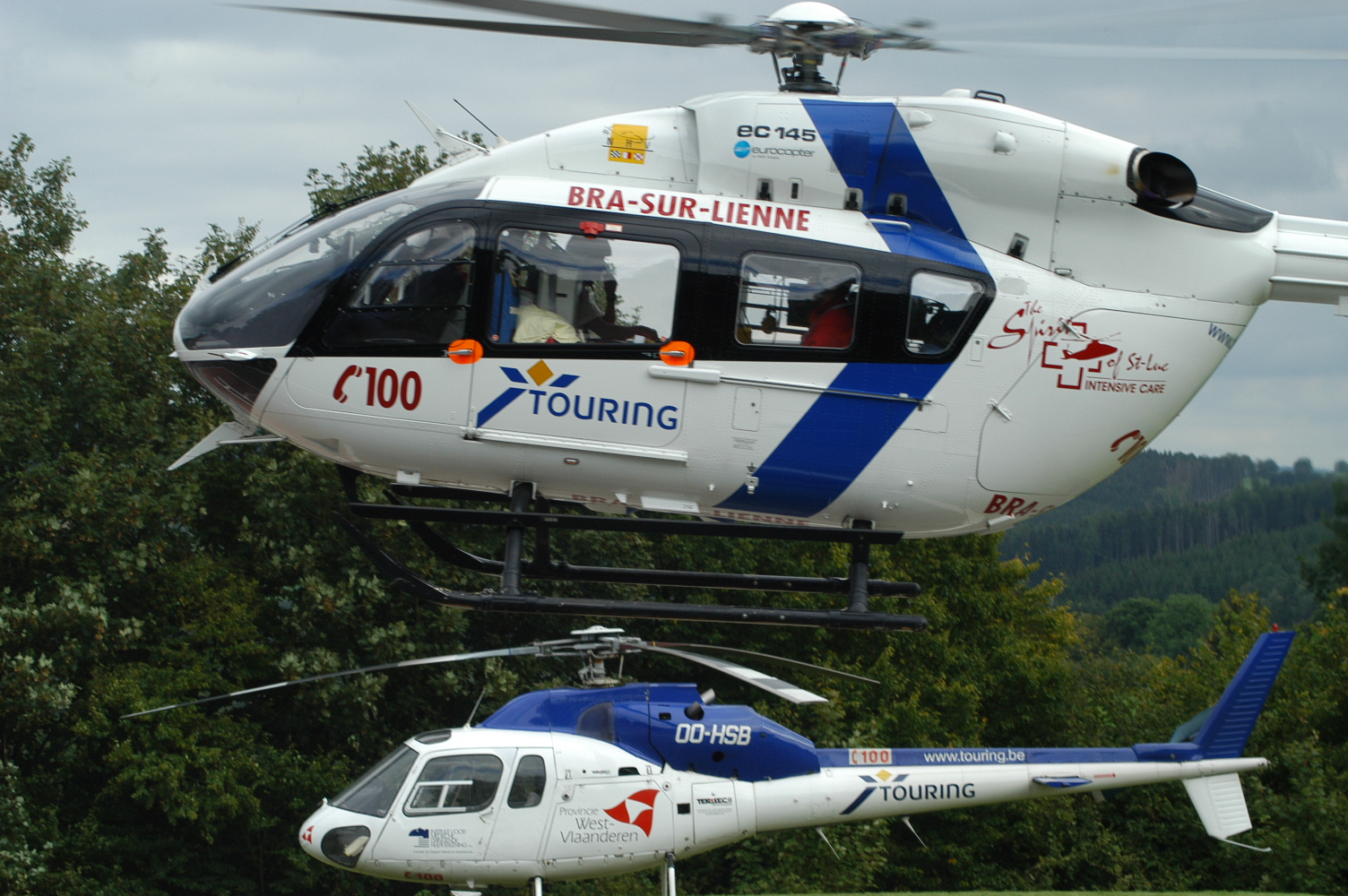
L'hélicoptère médicalisé de Bruges (Saint-Jean) ainsi que celui du Centre Médical Héliporté de Bra-sur-Lienne.

Communément appelé VIM en France (pour véhicule d'intervention médicalisé). Ces voitures puissantes sont mises à la disposition du médecin urgentiste et de l'infirmier SIAMU (Soins Intensifs et Aide Médicale Urgente). 
Dans certains cas, un ambulancier SMUR vient compléter l'équipe. 
Ils peuvent être accompagnés par un stagiaire médecin, infirmier ou pompier. La flotte de SMUR se composent exclusivement de voitures mais également de deux hélicoptères qualifiés de SMUR dans le pays (l'un à Bruges (province de Flandre-Occidentale) et l'autre à Bra-sur-Lienne (le Centre Médical Héliporté) (province de Liège).

### Les PIT
Le PIT (pour Paramedical Intervention Team) est une nouvelle version de l'aide médicale urgente (AMU) extra hospitalière en Belgique qui est actuellement en phase de test. C'est exactement le même principe qu'un SMUR sauf qu'il n'y a pas de médecin urgentiste à bord du véhicule.
L'infirmer SISU est accompagné d'un ou deux secouristes-ambulanciers.

### Les ambulances AMU

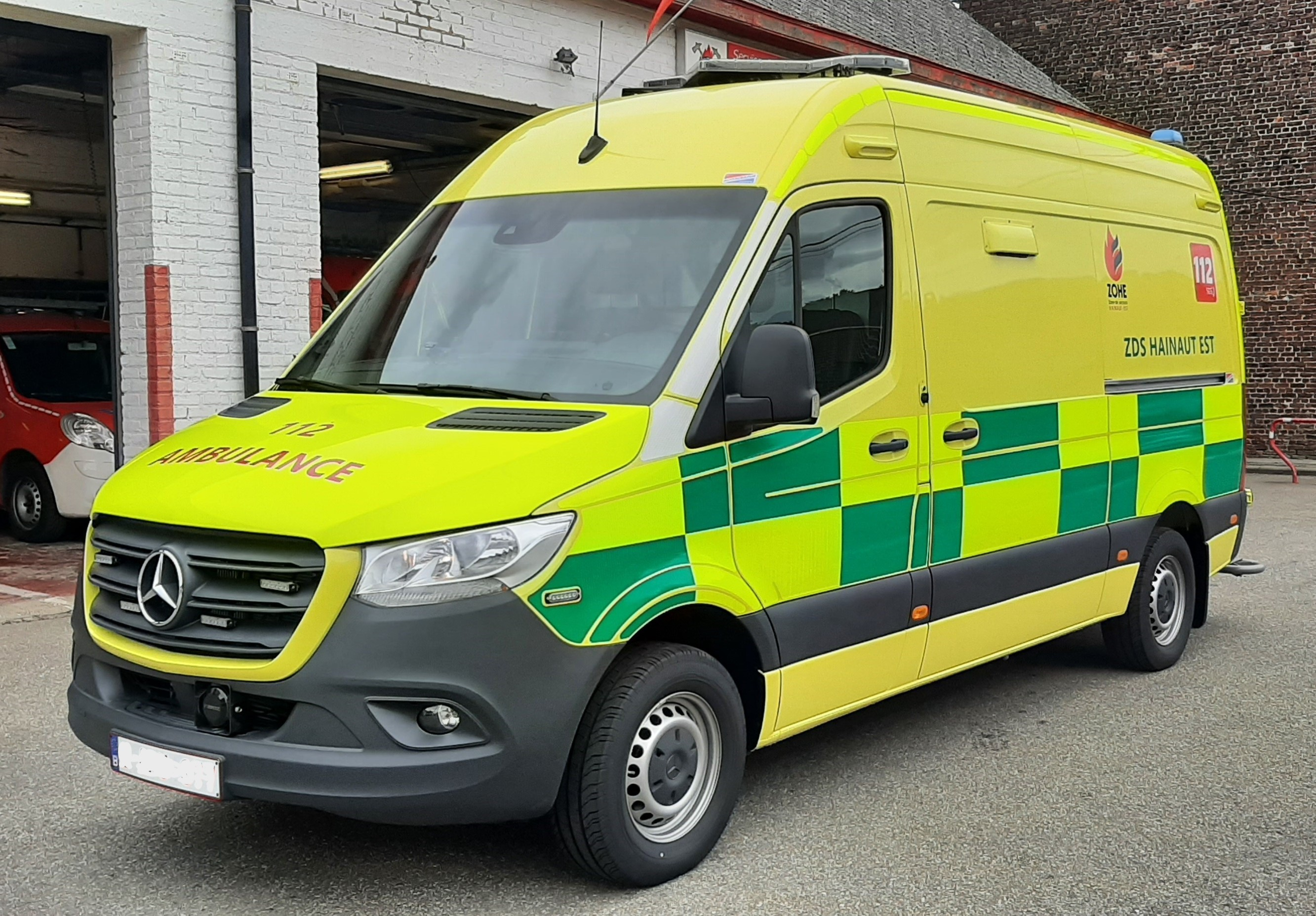
Une ambulance AMU de la Zone de secours Hainaut Est

En Belgique, une ambulance 112 ou « ambulance urgente », est une ambulance agréée par le service public fédéral Santé publique pour les missions d'aide médicale urgente (AMU). Elles sont sous la responsabilité soit des pompiers soit de la Croix-Rouge (2 à Bruxelles) ou d'un service privé d'ambulance qui a signé une convention avec l’État belge. Elles ne peuvent être déclenchées que par une centrale d'urgence 112. Elles embarquent au moins deux secouristes-ambulanciers détenteurs d'un diplôme d'aide médicale urgente. 
Depuis la fin de 2017, l'État a adopté un nouveau stripping pour les véhicules de secours urgents.

### Équipements
Les véhicules répondent à des normes fédérales en matière d'équipement (standardisation des équipements).
Au niveau télécommunication, chaque véhicule est pourvu de deux radio du système A.S.T.R.I.D.: l'une fixe et l'autre portable. Les SMUR et les PIT disposent également d’un GSM. Cela permet à l'équipe de garder un contact permanent avec les centrales d'urgence 112 ainsi qu'avec les autres intervenants.

## Organisation

### Organisation générale
Les SMUR belges dépendent du service public fédéral Santé publique et ne prennent leurs missions que d'une des centrales d'urgence 112 (le centre de traitement des appels « pompiers » et « ambulances urgentes »). Ils interviennent généralement avec les ambulances des pompiers ou de la Croix-Rouge de Belgique soit directement sur le lieu d'intervention, soit en opérant une jonction sur le parcours vers l'hôpital. La réunion d'un VIM et/ou d'un PIT avec une ambulance agréée fait devenir cette ambulance partie intégrante du service SMUR pendant l'intervention. Les véhicules ne se quittant théoriquement plus jusqu'à l'arrivée à l'hôpital.

### Déclenchement d'un SMUR

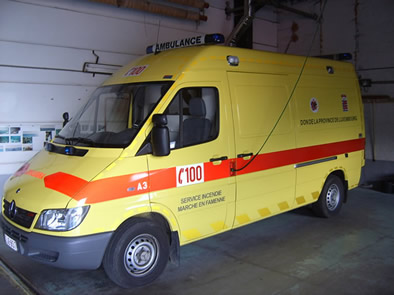
Une des quatre ambulances des pompiers de Marche-en-Famenne (zone de secours Luxembourg), dans son garage, prête à partir.

Lorsque l'intervention d'un SMUR est nécessaire, c'est obligatoirement l'une des centrales d'urgence 112 qui l'ordonne en réquisitionnant le VIM (ou le PIT) ainsi que l'ambulance agréée, depuis leurs bases respectives. 
L'équipe VIM du SMUR peut être envoyée en renfort d'une ambulance de plusieurs manières. Ainsi, elle peut être dépêchée sur les lieux :
- À la demande des ambulanciers AMU lorsque ceux-ci jugent que le renfort d'un médecin (via un VIM) ou d'un infirmier (via un PIT dans les zones concernées) est nécessaire lors de l'intervention.
- Dès l'appel à la centrale 112 lorsque l'opérateur estime que la présence d'un médecin lui semble requise. Il fonde son jugement sur le type d'intervention et les informations qu'il reçoit de l'appelant et sur des protocoles établis au niveau du service public fédéral Santé publique[2].
- À la demande du médecin généraliste, mais via la centrale 112.

Dans les cas de grandes catastrophes, une fois le plan catastrophe (aussi appelé Plan provincial médical d'urgence, PPMU) déclenché, les secours peuvent être renforcés par l'appui de l'armée belge qui dispose d'hélicoptères Sikorsky S-61 « Sea King » (SAR de la composante aérienne, 40e escadrille, basés à Coxyde) et Agusta A.109 Medevacs (Composante Air - Unité : Wing Heli, basés à Beauvechain).

### Les hôpitaux
En Belgique, le service public fédéral Santé publique a agréé certains hôpitaux comme étant des hôpitaux « 100 ». Ces hôpitaux, s'ils en ont les moyens financiers et humains, peuvent demander l'autorisation de s'équiper d'une SMUR. L'autorisation dépendra essentiellement de leur localisation (pour éviter d'avoir trop de SMUR sur une région où le nombre d'interventions ne requiert pas la présence d'une unité supplémentaire) et des capacités d'accueil des victimes.

### Hiérarchie et régulation
En Belgique, le SMUR et les équipes VIM s'auto-régulent au niveau thérapeutique (c'est-à-dire prennent les décisions médicales seuls, sans en référer à quiconque) car il n'y a pas de médecin régulateur, comme c'est par exemple le cas en France, néanmoins le choix de l'hôpital revient aux préposés de la centrale d'urgence 112 (voir Loi de 1964 sur l'AMU). 
Il n'existe pas de hiérarchie officielle et légale en la matière, cependant une « hiérarchie naturelle » veut que le médecin urgentiste soit l'autorité la plus haute, suivi par l'infirmier SIAMU puis l'ambulancier AMU. Les autres intervenants (stagiaires, personnes non brevetées etc.) ne prenant, normalement, pas part aux décisions médicales.
Cette hiérarchie vaut uniquement pour l'aspect médical du traitement. Lors d'un intervention conjointe avec les pompiers ou la Police, chaque chef de mission est responsable de sa partie de l'intervention (l'officier de pompiers pour la partie sauvetage et sécurisation, le chef de police pour la partie sécurité de cette dernière). Bien entendu les différents responsables s'entendent entre eux et collaborent afin de mener à bien l'intervention dans les meilleures conditions.

## Missions
Selon l’arrêté royal du 10 avril 1995, la fonction SMUR en Belgique comprend:
- le fait de se rendre immédiatement à l’endroit indiqué par le préposé du centre d’appel 112[3].
- les actes médicaux et infirmiers urgents.
- la surveillance et les soins au patient lors de son transfert vers l’hôpital que le médecin choisit avec l'aide de son service de base.

## Les différents services SMUR en Belgique

### Province d'Anvers[4]
- 1 VIM au AZ Turnhout Campus Sint-Elisabeth à Turnhout
- 1 VIM au AZ Voorkempen à Voorkempen
- 1 VIM au Algemeen Ziekenhuis Klina à Brasschaat
- 1 VIM au ZNA Palfijn à Merksem
- 1 VIM à l'Hôpital Saint Vincent à Anvers
- 1 VIM au AZ Monica Deurne à Anvers
- 1 VIM au ZNA Middelheim à Anvers
- 1 VIM au GZA Ziekenhuisen Sint-Augustinus à Anvers
- 1 VIM à l'hôpital universitaire d'Antwerp à Anvers
- 1 VIM au AZ Sint-Maarten à Mechelen
- 1 VIM à l'hôpital Imelda à Bonheiden
- 1 VIM au AZ Herentals à Herentals
- 1 VIM au Ziekenhuis Geel à Geel
- 1 PIT au ZNA Stuivenberg à Anvers
- 1 PIT AZ Rivierenland à Rumst
- 1 PIT au Heilig Hartziekenhuis à Lier
- 1 PIT au Heilig Hartziekenhuis à Mol

### Province du Brabant flamand
- 2 VIM au Centre Hospitalier Universitaire de Louvain
- 1 VIM à la clinique du Sacré-Cœur de Tirlemont
- 1 VIM au centre hospitalier de Diest
- 1 VIM au centre hospitalier de Halle
- 1 VIM au centre hospitalier de Vilvorde
- 2 PIT au CHU de Louvain
- 1 PIT à la Onze-Lieve-Vrouw Ziekenhuis de Asse

### Province du Brabant wallon[4]
- 1 VIM à la Clinique Saint-Pierre d'Ottignies
- 1 VIM au Centre Hospitalier de Nivelles
- 1 VIM au CHIREC Braine-l'Alleud

### Région de Bruxelles-Capitale
- 1 VIM (VOLVO XC90) au CHU Brugmann (site Paul Brien) à Schaerbeek
- 1 VIM (Ford Ranger , M2.9) au CHU Saint-Pierre, à Bruxelles-Ville
- 1 VIM (Mercedes VITO, M4.1) aux Cliniques de l'Europe (site Sainte-Elisabeth) à Uccle
- 1 VIM (TOYOTA Highlander, AUDI Q5, M2.7 et AUDI Q7, M2.8) aux Cliniques universitaires Saint-Luc (UCLouvain), à Woluwe-Saint-Lambert
- 1 VIM (Mercedes ML, M3.2) à l'Hôpital Érasme (ULB), à Anderlecht.
- 1 VIM (Ford Explorer, M3.3 & M3.4) à l'Hôpital militaire Reine Astrid, à Neder-Over-Heembeek (centre des grands brûlés)
- 1 VIM (Volvo XC90) à l'Universitair Ziekenhuis Brussel (VUB), à Jette
- 1 VIM à la Clinique Saint-Jean (Mercedes VITO) & Centre hospitalier Etterbeek-Ixelles (BMW X3) & CHIREC Delta, (BMW X5) à Bruxelles & à Ixelles & Auderghem (SMUR en ronde 2 semaines/3)
- 1 PIT au CHU Saint-Pierre, à Bruxelles-Ville
- 1 PIT au St-Michel des Cliniques de l’Europe, à Bruxelles-Ville
- 1 PIT au Centre hospitalier Etterbeek-Ixelles à Ixelles
- 1 PIT à l'Universitair Ziekenhuis Brussel (VUB), à Jette
- 1 PIT à L'hôpital Joseph Bracops (Réseau IRIS), à Anderlecht

### Province de Hainaut
- 1 PIT au Centre Hospitalier Universitaire Ambroise Paré, à Mons
- 1 PIT au Grand Hôpital de Charleroi (site Saint-Joseph), à Charleroi
- 1 PIT au Centre Hospitalier de Wallonie Picarde, à Tournai
- 1 VIM au Centre de Santé des Fagnes, à Chimay
- 1 VIM au Centre Hospitalier EPICURA, à Ath
- 1 VIM au Centre Hospitalier de Jolimont, à La Louvière
- 1 VIM au Centre Hospitalier de Lobbes à Lobbes
- 1 VIM au Centre Hospitalier de Mouscron, à Mouscron
- 1 VIM au Centre Hospitalier de Wallonie Picarde, à Tournai
- 1 VIM au Centre Hospitalier Régional Mons-Hainaut (site Saint Joseph), à Mons (en alternance 1 semaine sur 2 avec le CHU ambroise pare MONS)
- 1 VIM au Centre Hospitalier Régional Mons-Hainaut (site Warquignies), à Boussu (en alternance 1 semaines sur 4 avec EPICURA HONRU (BOUSSU))
- 1 VIM au Centre Hospitalier Régional de la Haute-Senne, à Soignies
- 1 VIM au Centre Hospitalier Universaitaire Ambroise Paré, à Mons (en alternance 1 semaine sur 2 avec le CHR st joseph Mons)
- 1 VIM au Centre Hospitalier Universitaire de Charleroi (site André Vésale), à Montigny-le-Tilleul
- 1 VIM au Centre Hospitalier Universitaire de Charleroi (site Marie Curie), à Charleroi
- 1 VIM au Centre Hospitalier Universitaire Tivoli, à La Louvière
- 1 VIM à la Clinique Notre-Dame de Grâce de Gosselies, à Charleroi
- 1 VIM au Grand Hôpital de Charleroi (site Notre-Dame), à Charleroi

### Province de Liège

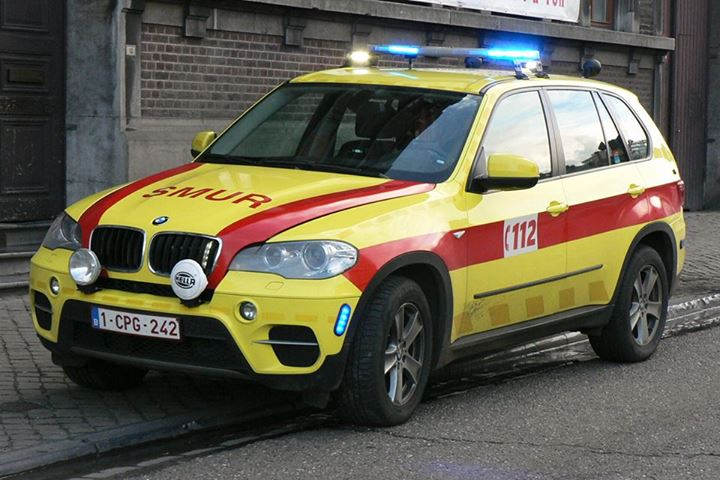
VIM du service SMUR du Centre Hospitalier du Bois de l'Abbaye (CHBA) sur châssis BMW X5.

- 1 VIM au Centre Médical Héliporté de Bra-sur-Lienne (soit un hélicoptère, soit un véhicule routier par mauvais temps, mais un seul équipage de garde).
- 1 VIM au Centre hospitalier régional de Huy
- 1 VIM au Centre hospitalier Peltzer-La-Tourelle de Verviers
- 1 VIM au Centre Hospitalier Régional de la Citadelle de Liège
- 1 VIM au CHU Sart Tilman de Liège
- 1 VIM à la clinique CHC Mont-Légia de Liège
- 1 VIM à la clinique CHU Notre Dame des Bruyères de Grivegnée
- 1 VIM à la clinique Bois de l'Abbaye de Seraing
- 1 VIM à la clinique d'Eupen
- 1 VIM à la clinique de Saint-Vith
- 1 VIM à la clinique CHC de Waremme

- 1 PIT à la clinique Reine Astrid de Malmedy
- 1 PIT à la clinique André Renard d'Herstal
- 1 PIT au Centre Hospitalier Régional de la Citadelle de Liège
- 1 PIT au Centre hospitalier Peltzer-La-Tourelle de Verviers
- 1 PIT au CHU Sart-Tilman de Liège

### Province de Luxembourg
- 1 VIM à l’hôpital Saint-Joseph d'Arlon
- 1 VIM au centre hospitalier de centre Ardennes de Libramont
- 1 VIM à l'hôpital Sainte-Thérèse de Bastogne
- 1 VIM à l’hôpital Princesse Paola de Marche-en-Famenne

- 1 PIT basé à la Clinique Edmond Jacques de Saint-Mard, collaboration entre la Croix-Rouge de Belgique et Vivalia
- 1 PIT basé à caserne des pompiers de Bouillon, collaboration entre la Croix-Rouge de Belgique et Vivalia
- 1 PIT basé à l'hôpital de Libramont, principalement pour faire des transferts inter-hospitaliers entre les différents sites de Vivalia, collaboration entre la Croix-Rouge de Belgique et Vivalia

### Province de Namur
- 1 VIM Centre hospitalier régional Sambre et Meuse à Namur
- 1 VIM Centre hospitalier régional Sambre et Meuse à Auvelais
- 1 VIM Centre hospitalier universitaire UCL Namur (UCLouvain) à Mont-Godinne
- 1 VIM Centre hospitalier de Dinant
- 1 PIT Centre hospitalier régional Sambre et Meuse à Namur
- 1 PIT au départ de la caserne des pompiers de Mettet (Zone de Secours Val de Sambre)